# Dançarino-de-crista-amarela
Manaquim-de-coroa-amarela ou dançarino-de-crista-amarela (Heterocercus flavivertex) é uma espécie de ave da família Pipridae.
Pode ser encontrada nos seguintes países: Brasil, Colômbia e Venezuela.
Os seus habitats naturais são: florestas subtropicais ou tropicais húmidas de baixa altitude e matagal árido tropical ou subtropical.